# Rio Sarthe
O rio Sarthe, com 280 km de extensão, nasce no nordeste da França e corre para sul/sudoeste, juntando-se ao rio Mayenne para formar o rio Maine, fazendo por isso parte da bacia hidrográfica do rio Loire
Nasce no departamento de Orne, perto de Moulins-la-Marche. Passa pelos seguintes departamentos e comunas:
- Orne: Le Mêle-sur-Sarthe, Alençon
- Sarthe: Fresnay-sur-Sarthe, Beaumont-sur-Sarthe, Le Mans, Sablé-sur-Sarthe
- Maine-et-Loire: Châteauneuf-sur-Sarthe, Tiercé, Angers

Os principais afluentes são:
- Hoëne (13 km) em la Mesnière pela margem esquerda
- Tanche (18 km) em Saint-Léger-sur-Sarthe pela margem direita
- Vezone (20 km) em Hauterive pela margem direita
- Briante (17 km) em Alençon pela margem direita
- Sarthon (25 km) em Saint-Céneri-le-Gérei pela margem direita
- Ornette (14 km) em Saint-Léonard-des-Bois pela margem direita
- Merdereau (26 km) em Saint-Paul-le-Gaultier pela margem direita
- Vaudelle (30 km) em Saint-Georges-le-Gaultier pela margem direita
- Orthe (35 km) em Sougé-le-Ganelon pela margem direita
- Longueve (23 km) em Saint-Marceau pela margem direita
- Orne Saosnoise (51 km) em Montbizot pela margem esquerda
- Huisne (161 km) em Le Mans pela margem esquerda
- Roule Crottes (15,7 km) em Le Mans pela margem esquerda
- Orne Champenoise (24 km) em Roézé-sur-Sarthe pela margem direita
- Gée (30 km) em Noyen-sur-Sarthe pela margem direita
- Vézanne (17 km) em Malicorne-sur-Sarthe pela margem esquerda
- Deux Fonds (14,5 km) em Avoise pela margem direita
- Vègre (83 km) em Avoise pela margem direita
- Erve (72 km) em Sablé-sur-Sarthe pela margem direita
- Vaige (54 km) em Sablé-sur-Sarthe pela margem direita
- Taude (22,4 km) em Saint-Brice pela margem direita
- Loir (317 km) em Briollay pela margem esquerda